# Elche Club de Fútbol
El Elche Club de Fútbol, S. A. D. es un club de fútbol con sede en la ciudad de Elche, España. Se fundó como Elche Foot-ball Club el 28 de agosto de 1922 a partir de la fusión de varios clubes de la ciudad. En la temporada 2025-26 compite en la Primera División de España, la máxima categoría de fútbol en España. Disputa sus encuentros como local en el Estadio Martínez Valero, con capacidad para 33 732 espectadores.
El Elche ha disputado 25 temporadas en Primera División (40 en Segunda), ocupando el 25.º puesto en la clasificación histórica de Primera División. En la temporada 1958-59 logró su primer ascenso a Primera División tras resultar campeón de su grupo en Segunda, título que repetiría en 2012-13 y permanecería doce temporadas consecutivas en la máxima categoría, también alcanzó un quinto puesto como mejor clasificación en la temporada 1963-64. En la competición nacional de copa —actual Copa del Rey—, alcanzó el subcampeonato de Copa de 1969, enfrentándose en la final disputada en el Estadio Santiago Bernabéu al Athletic Club, cuyo resultado fue de 1-0 favorable a los vascos.

## Historia

### Fundación y primeros años
El 6 de agosto de 1922, desde la revista Nueva Illice, surge la iniciativa de crear una selección ilicitana para hacer frente al C. A. Bellas Artes, de la vecina Alicante, club de referencia por esas fechas junto al potente Club Natación Alicante, y a petición del alcalde de la ciudad Lorenzo Fenoll Serrano, a finales de agosto de 1922 directivos de La Sportiva, Gimnástica F. C., Illice F. C. y Sporting de Elche, entre otros clubes locales, se dieron cita en una de las cuevas que hay junto al río Vinalopó, en la que se guardaba el material pirotécnico de Vicente Albarranch y en ella tuvo lugar la fundación de la Sociedad Deportiva Elche Foot-ball Club, ante el deseo unánime por parte de todos de crear un club potente que representase a la ciudad frente a otros rivales. Su primer presidente fue Mariano Rodríguez Irles. El uniforme elegido fue camisa con pantalón blancos y el terreno de juego el Campo del Cementerio.
El primer partido de su historia se disputó en Monóvar, con motivo de las fiestas en honor a la Virgen de los Remedios, ganando por cuatro goles a cero ante el conjunto local. El club fue inscrito en la Federación Valenciana de Fútbol el 10 de enero de 1923 siendo presidente Rafael Ramos Folqués. Su primer nombre fue Elche Foot-ball Club, hasta la temporada 1939-40 en la que a instancias de la Delegación Nacional de Deportes se castellanizan los nombres de los clubes de fútbol, por lo que pasó a llamarse Elche Club de Fútbol. Los primeros estadios o campos de juego que albergaron los partidos del club fueron el Campo del Clot, el Campo del Cementerio y el Stadium de Elche o Campo de Don Jeremías, mientras que el primer partido oficial fue contra el Crevillente Deportivo en 1925, al que se ganó por dos goles a cero. Fue Paco González, exjugador del Real Madrid C. F. y del R. C. D. Espanyol el que introdujo el profesionalismo en el club. Un día importante en la historia del club fue el 17 de octubre de 1926 en la que fue la inauguración del Campo de Altabix, con motivo de tal evento se disputó un partido amistoso contra el Levante F. C., que acabaría con un empate a dos.
En la temporada 1929-30, el club queda inscrito, tras la primera gran reforma del fútbol español, en la recién creada Tercera División, en la queda segundo clasificado. Fue en la temporada 1934-35 cuando el club logra su primer ascenso a Segunda División. En el año 1953 y ante el riesgo de desaparición motivado por una serie de problemas, el club se transforma en una cooperativa gestionada por los mismos futbolistas.
En la temporada 1957-58, el club lograría ascender de nuevo a Segunda, quedando campeón de Tercera y la temporada siguiente, 1958-59, logra su primer ascenso a Primera División conseguido en el último partido ante el C. D. Tenerife, al que se le vence por 0-3.

### Primer ascenso a Primera División
En la temporada 1959-60, el club debuta en la Primera División de España. En la temporada 1963-64 y por primera vez en su historia, el club lidera la clasificación de Primera. Entrenados por Heriberto Herrera, que posteriormente ficharía por la Juventus de Turín, el equipo finaliza en quinta posición, la mejor clasificación de la historia de la entidad ilicitana. Además de los triunfos en liga del primer equipo, el filial del club, el Deportivo Ilicitano, logra el ascenso a Segunda División en la temporada 1967-68.
En la temporada 1968-69 logra su mayor éxito al alcanzar la final de la Copa del Generalísimo proclamándose subcampeón. Como curiosidad, cabe destacar, que aquel equipo subcampeón de la Copa del Generalísimo, fue el único que consiguió derrotar esa temporada de 1968-69, al Real Madrid C. F. por 1-0, el domingo 6 de abril de 1969, con un gol de Curro en el minuto 48 de partido.

### Los años 1970 y 1980
En la temporada 1970-71 y tras doce temporadas en Primera División, el club pierde la categoría y desciende. Dos años más tarde en la temporada 1972-73, se consigue de nuevo el ascenso pero volvería a descender en la 1977-78.
Una fecha importante en la historia de la entidad franjiverde es la del 8 de septiembre de 1976 en la que se inaugura el Nuevo Estadio del Elche Club de Fútbol, que más tarde se denominaría Estadio Martínez Valero.
En la temporada 1983-84, el club asciende de nuevo a Primera División pero su estancia en la máxima categoría sería breve ya que en la temporada siguiente, la 1984-85, se desciende de nuevo a Segunda. En la temporada 1987-88 se consigue el antepenúltimo ascenso del equipo a Primera, sin embargo una temporada después, en la 1988-89 se desciende a Segunda.

### Caída a Segunda B y retorno a Segunda

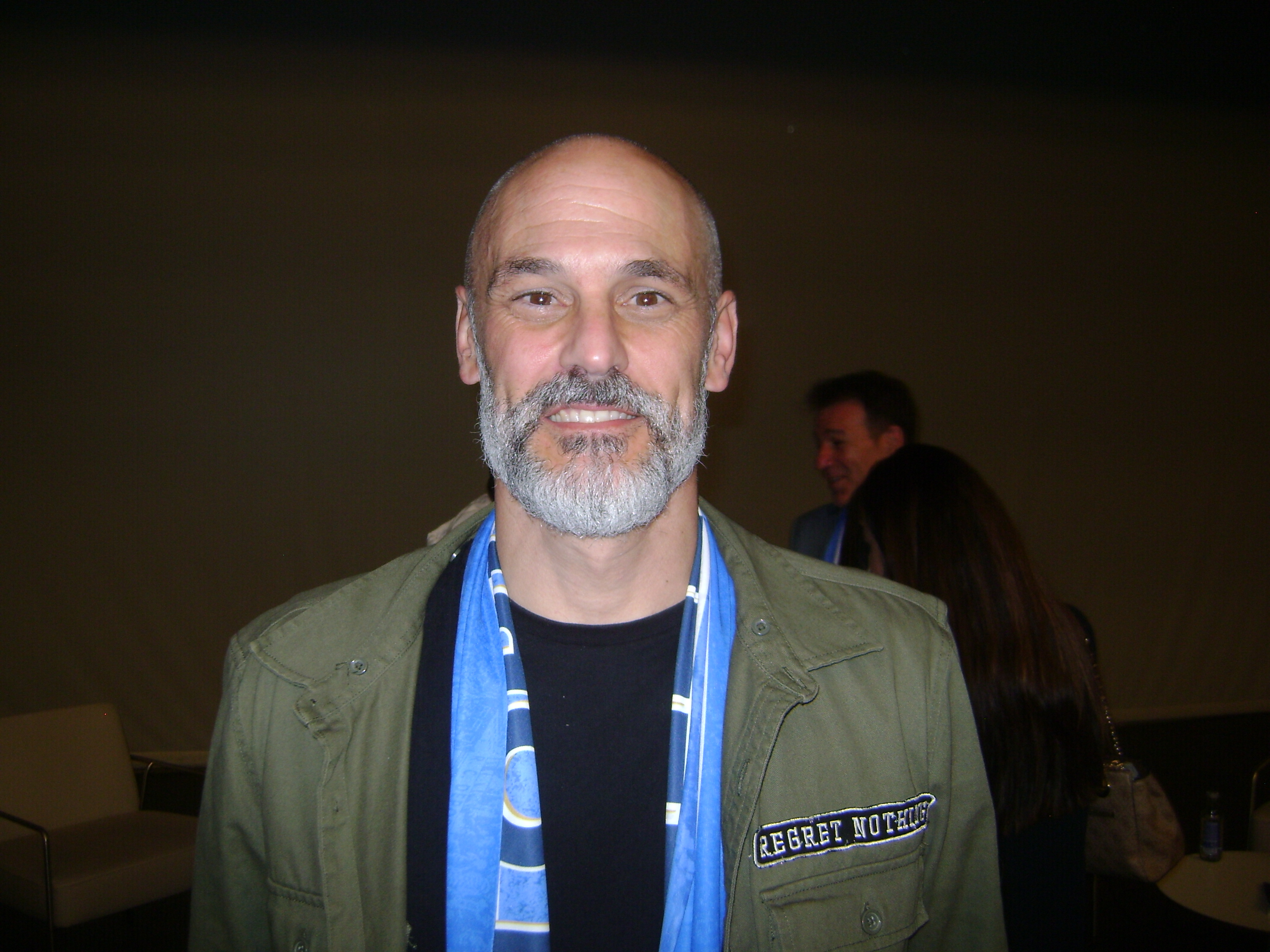
El portero Dani Mallo fue titular en la temporada 2003-2004.

En la temporada 1990-91 el Elche C. F. desciende por primera vez a Segunda División B. En 1995 tiene lugar la segunda refundación del club, los socios dan paso a los accionistas al crearse la Sociedad Anónima Deportiva Elche Club de Fútbol. En la temporada 1996-97 se recupera la división de plata tras seis largas temporadas en Segunda B, pero su paso fue efímero pues se volvió a descender tras una mala campaña. En la temporada siguiente, la  1998-99, se logra el ascenso a Segunda.
El Elche pasa la década de los 2000 íntegramente en Segunda, aunque con resultados discretos y en ocasiones sufriendo por la permanencia, pasando en especial muchos apuros en la campaña 2000-01 cuando se salvan por un solo punto, manteniendo una lucha por evitar la última plaza de descenso con la S. D. Compostela que finalmente desciende. La única excepción se da en la temporada siguiente, la 2001-02, cuando se termina en quinta posición, y el resto de clasificaciones de la década oscilan entre el 10.° y el 16.° puesto.
En la temporada 2008-09 contaba con 11 000 abonados, 11 peñas y un presupuesto de 6 900 000 €. También ha alcanzado los 2500 partidos en todas las divisiones y los 1400 goles en segunda división. En la temporada 2009-10, tras un mal inicio, el equipo consigue remontar posiciones hasta ponerse a un solo punto del tercer puesto a ocho jornadas del final, pero el equipo se deshincha en el tramo final y acaba en sexta posición.

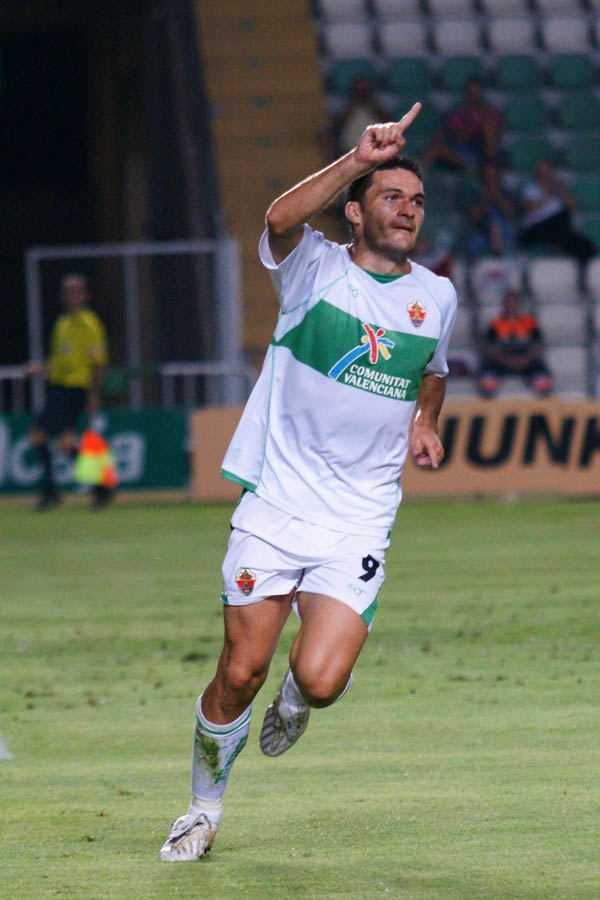
Jorge Molina anotó 26 goles en la Segunda División 2009-10.

En la temporada 2010-11 terminó en cuarta posición al final de la liga de Segunda, lo que le habría supuesto el ascenso a Primera División (ya que el tercer clasificado fue el F. C. Barcelona "B" que no podía ascender) de no haber sido por un cambio en el sistema de competición que se implementó por primera vez esa temporada y que introdujo un sistema de eliminación directa y que afectó al cuarto, quinto, sexto y séptimo clasificado. Tras eliminar al Real Valladolid C. F. en la primera eliminatoria, el Elche perdió la segunda y definitiva ante el Granada C. F. por la regla del gol de visitante (0-0 la ida en Granada y 1-1 la vuelta en Elche).

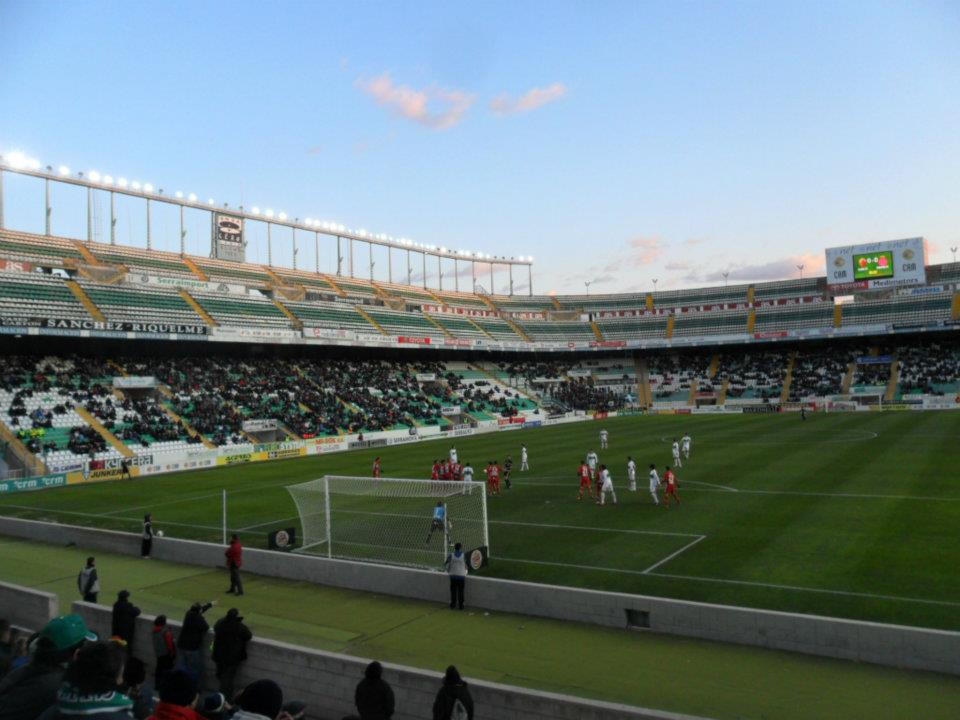
Partido disputado entre el Elche C. F. y el Girona F. C. en la temporada 2011/12.

La temporada 2011-12 fue algo controvertida, ya que el equipo se puso líder al finalizar la primera vuelta siendo campeón de invierno de esa temporada. Pero tras empezar la segunda vuelta los resultados del equipo fueron negativos y José Bordalás fue destituido. Tras la destitución de Bordalás, presentaron a César Ferrando como nuevo entrenador, pero el equipo siguió sin levantar cabeza.

### Ascenso a Primera
La temporada 2012-13, el equipo se proclama campeón de invierno tras hacer una primera vuelta con récord de puntuación. El 10 de enero de 2013, el club celebró su 90.º aniversario.
El 18 de mayo de 2013, y antes de jugar su partido frente a la U. D. Almería, correspondiente a la 39.ª jornada de liga, el conjunto ilicitano asciende matemáticamente a Primera División, después de que la A. D. Alcorcón no pasara del empate en el Miniestadi frente al F. C. Barcelona "B". El club consiguió así, a cuatro jornadas del final de liga el retorno a la Primera 24 años después de su última participación en la máxima categoría del fútbol español.
El 26 de mayo de 2013, con el empate ante el Real Madrid Castilla C. F., el equipo se proclama campeón de liga al asegurar el primer lugar al final de la temporada, siendo el primer equipo en lograr ser líder general de Segunda en toda su historia.

### Vuelta a Segunda División

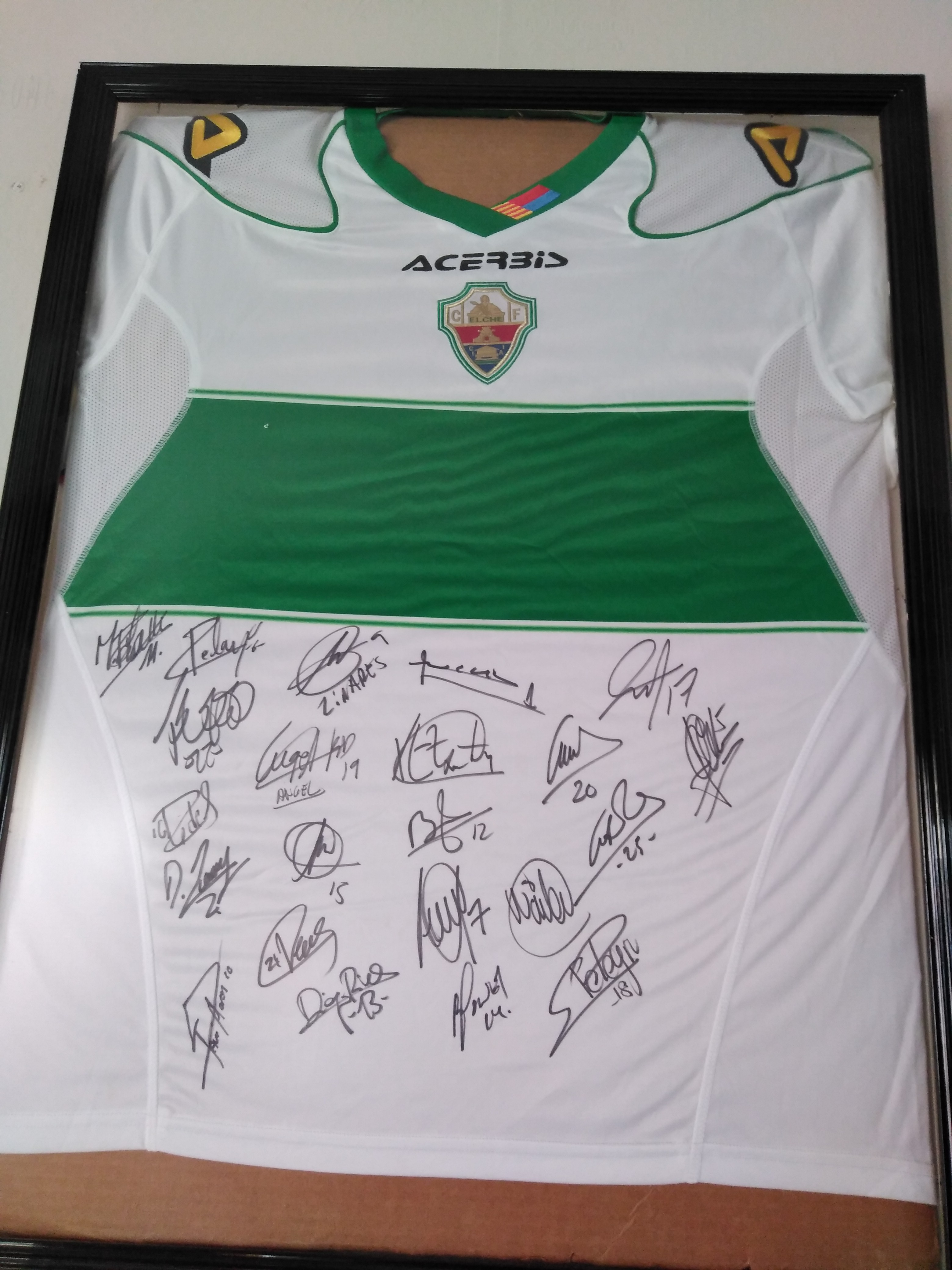
Camiseta firmada por la plantilla.

En la temporada 2014-15, el equipo acabó en 13.ª posición, pero acumulando una deuda con Hacienda de 6,7 millones de euros y de 5,5 millones de euros con la Asociación de Futbolistas Españoles. El 28 de abril de 2015, Juan Anguix fue elegido presidente del club con la intención de presentar avales que evitaran el descenso del equipo a Segunda B, pero tuvo que dimitir tres meses después sin conseguirlo. Tras ser saldada la deuda con Hacienda, la mediación del alcalde de Elche consiguió que un grupo de empresarios garantizara el pago de la deuda con la Asociación de Futbolistas Españoles permitiendo que el equipo sólo cayera a Segunda División. De este modo, el club se convirtió en el primer equipo español que descendió administrativamente de Primera a Segunda.
El club tuvo que hacer un equipo a contrarreloj para la temporada 2015-16 y en la primera jornada cayó derrotado por 2-0 ante la S. D. Ponferradina y en la segunda jornada logró su primera victoria en su vuelta a Segunda tras derrotar al Bilbao Athletic por 2-1. Tras una temporada en la que el equipo comandado por Rubén Baraja pasa la mayor parte de la temporada entre los ocho primeros rozando los puestos de promoción a Primera, finaliza undécimo tras una racha negativa en los últimos partidos del campeonato. Como detalle particular, cabe destacar el premio al máximo goleador de la categoría a Sergio León con 22 goles.

### Vuelta a Segunda División B
Para la temporada 2016-17, el equipo una vez más renueva prácticamente su plantilla con numerosas altas. A principios de junio, el director deportivo Ramón Planes ante la incertidumbre institucional dimite de su cargo en la dirección deportiva. Para sustituirle asume el cargo Chuti Molina que trae de entrenador a Alberto Toril. Tras una primera vuelta en la que el equipo no termina de despegar más allá de la mitad de la clasificación, el equipo entra en una dinámica negativa de resultados que provoca la destitución de Toril a falta de seis jornadas del campeonato. Vicente Parras asume el cargo promocionando desde el filial, pero es incapaz de bloquear el declive del equipo y a falta de una jornada para la finalización del temporada, el Elche desciende a Segunda División B tras 18 años sin jugar en ella.

### Ascenso a Segunda División
Ya en Segunda División B, tuvieron una gran dinámica como equipo e hicieron una buena temporada en la que acabaron terceros, pasando así a la promoción de ascenso a Segunda. Habiendo vencido al Real Murcia C. F., al Sporting de Gijón "B" y al Villarreal C. F. "B" gracias a las actuaciones de Nino saliendo desde el banquillo, consiguieron ascender a Segunda.

### Vuelta a Primera División

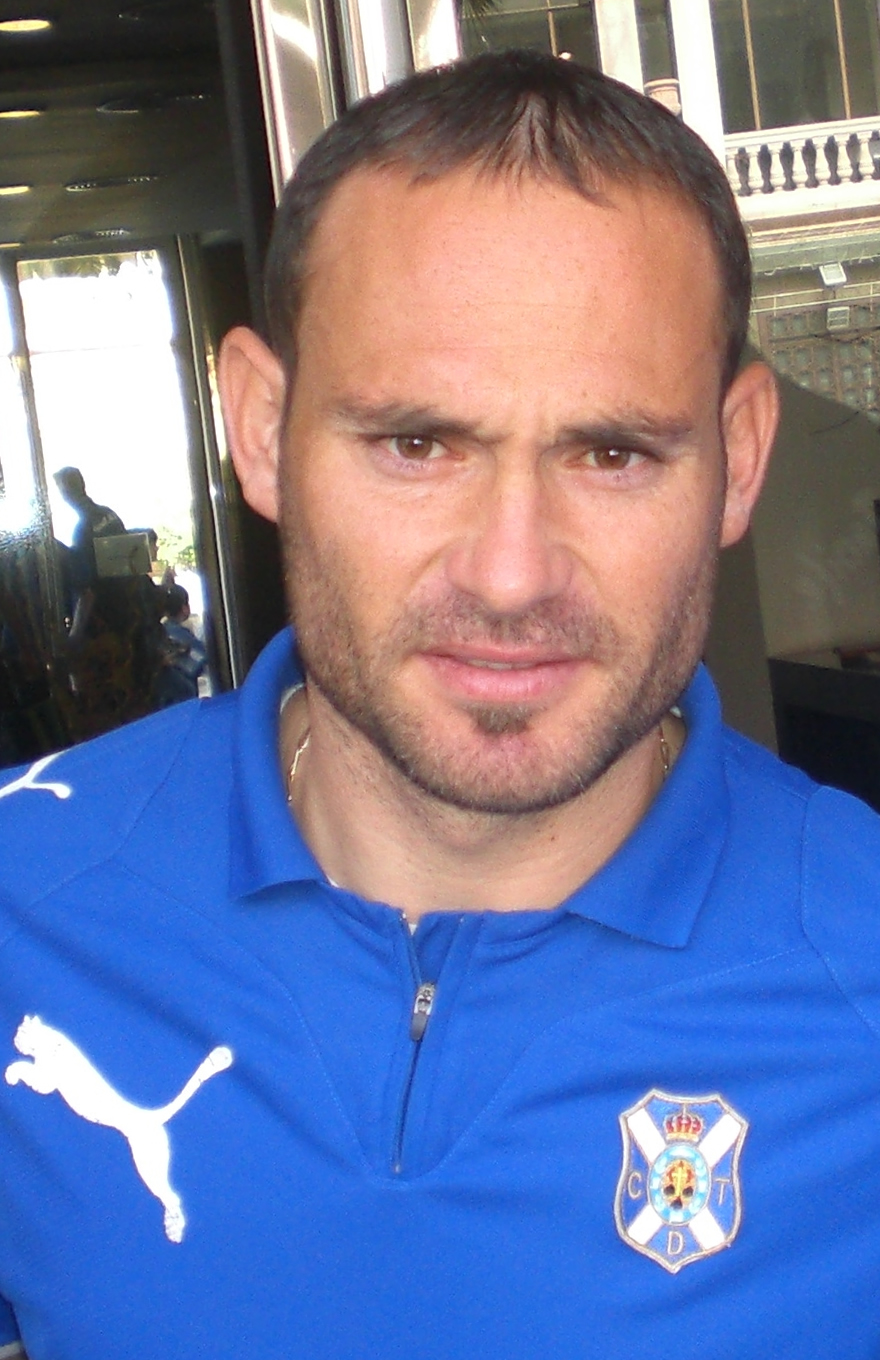
Nino, jugador del Elche entre 1998-2006 y 2016-2021.

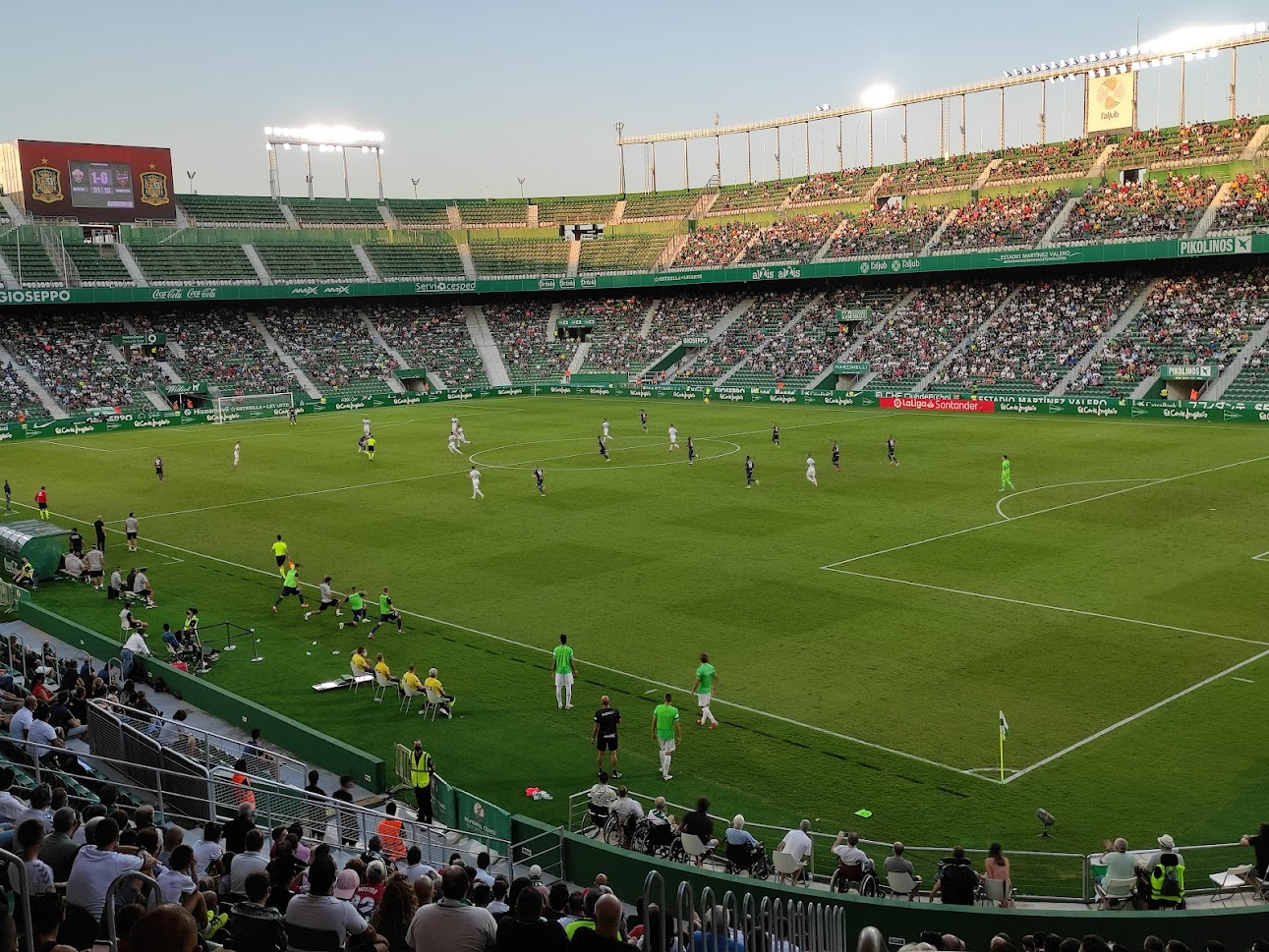
Partido disputado entre el Elche y el Levante UD.

El 23 de agosto del año de 2020, el Elche volvía a Primera División tras su descenso en 2015. Lo logra con un gol en el minuto 96 de Pere Milla frente al equipo que aquel año disputaba también el ascenso que fue el Girona F. C.
La temporada 2020-21 empezó muy bien para el equipo, pero después de una mala racha de 16 jornadas sin ganar y posicionarse dentro del descenso, el técnico argentino Jorge Almirón fue destituido en favor del regreso del técnico Fran Escribá. Desde su ingreso la racha mejoró y en la última jornada del campeonato se consumó la salvación del equipo gracias a la victoria frente al Athletic Club por 2-0 y a que la S. D. Huesca no pudo romper el empate ante el Valencia C. F.
La temporada 2021-22 estuvo marcada por la temprana destitución de Fran Escribá tras la derrota en casa por 0-3 contra el Real Betis Balompié en la 14.ª jornada. Se contrató a Francisco Rodríguez Vílchez y desde entonces la dinámica del equipo cambió radicalmente, al punto de haber conseguido la salvación matemática a cuatro jornadas del final del campeonato y finalizando en un meritorio 13.º puesto, certificando la celebración del centenario del club en Primera División.

### Centenario con descenso a Segunda División
El año del centenario comenzó con la temprana destitución de Francisco Rodríguez Vílchez al sumar un punto en siete jornadas. Se trajo de vuelta al técnico argentino Jorge Almirón, pero su regreso resultó estéril ya que dirigió 5 partidos en los que sumó 2 empates y 3 derrotas, abandonando el club nuevamente tras dejar al equipo colista con 25 jornadas por delante y a 7 puntos de la salvación.
Se intentó arreglar la situación fichando al técnico Pablo Machín, pero el equipo siguió colista, lo que dejó virtualmente descendido al equipo, fichando al técnico argentino Sebastián Beccacece. El Elche consumó su descenso matemático a Segunda tras perder 2-1 contra la U. D. Almería a falta de cinco jornadas para la conclusión de la temporada.

### Séptimo ascenso a primera
Para la temporada 2024-25, el Elche finalizó como subcampeón de Segunda División, tras un contundente 0-4 ante el RCD Deportivo en Riazor en la última jornada del campeonato, con lo cual, consiguió el ascenso directo a Primera para la temporada 2025-26, logrando así su séptimo ascenso a la máxima categoría del fútbol español. Lo hizo de la mano del técnico vasco Eder Sarabia. El Elche CF finalizó la liga como el club con menos goles encajados, y su guardameta, Matías Dituro, obtuvo el Trofeo Zamora

### Trayectoria histórica
| Temporada | División | Lugar | Copa del Rey |
| --------- | -------- | ----- | ------------ |
| 1923-24   | Regional |       | —            |
| 1924-25   | Regional |       | —            |
| 1925-26   | Regional | 1.º   | —            |
| 1926-27   | Regional |       | —            |
| 1927-28   | Regional |       | —            |
| 1928-29   | Regional |       | —            |
| 1929-30   | 3.ª      | 2.º   | —            |
| 1930-31   | Regional |       | —            |
| 1931-32   | 3.ª      | 5.º   | —            |
| 1932-33   | 3.ª      | 2.º   | —            |
| 1933-34   | 3.ª      | 2.º   | —            |
| 1934-35   | 2.ª      | 4.º   | —            |
| 1935-36   | 2.ª      | 8.º   | —            |
| 1939-40   | 2.ª      | 7.º   | —            |
| 1940-41   | 3.ª      | 1.º   | —            |
| 1941-42   | 2.ª      | 6.º   | —            |
| 1942-43   | 2.ª      | 6.º   | —            |
| 1943-44   | 3.ª      | 1.º   | —            |
| 1944-45   | 3.ª      | 1.º   | —            |
| 1945-46   | 3.ª      | 2.º   | —            |
| 1946-47   | 3.ª      | 2.º   | —            |
| 1947-48   | 3.ª      | 1.º   | —            |
| 1948-49   | 3.ª      | 2.º   | —            |
| 1949-50   | 2.ª      | 14.º  | —            |
| 1950-51   | 3.ª      | 6.º   | —            |
| 1951-52   | 3.ª      | 13.º  | —            |
| 1952-53   | 3.ª      | 16.º  | —            |
| 1953-54   | 3.ª      | 3.º   | —            |
| 1954-55   | 3.ª      | 1.º   | —            |
| 1955-56   | 3.ª      | 3.º   | —            |
| 1956-57   | 3.ª      | 1.º   | —            |
| 1957-58   | 3.ª      | 1.º   | —            |
| 1958-59   | 2.ª      | 1.º   | —            |
| 1959-60   | 1.ª      | 10.º  | —            |
| 1960-61   | 1.ª      | 14.º  | —            |
| 1961-62   | 1.ª      | 8.º   | —            |

| Temporada | División | Lugar | Copa del Rey |
| --------- | -------- | ----- | ------------ |
| 1962-63   | 1.ª      | 8.º   | —            |
| 1963-64   | 1.ª      | 5.º   | —            |
| 1964-65   | 1.ª      | 8.º   | —            |
| 1965-66   | 1.ª      | 6.º   | —            |
| 1966-67   | 1.ª      | 9.º   | Semifinales  |
| 1967-68   | 1.ª      | 11.º  | 1/4          |
| 1968-69   | 1.ª      | 9.º   | Subcampeón   |
| 1969-70   | 1.ª      | 11.º  | 1/16         |
| 1970-71   | 1.ª      | 15.º  | 1/8          |
| 1971-72   | 2.ª      | 4.º   | 4.ª Ronda    |
| 1972-73   | 2.ª      | 2.º   | 4.ª Ronda    |
| 1973-74   | 1.ª      | 14.º  | 5.ª Ronda    |
| 1974-75   | 1.ª      | 8.º   | 4.ª Ronda    |
| 1975-76   | 1.ª      | 15.º  | 4.ª Ronda    |
| 1976-77   | 1.ª      | 11.º  | 1/8          |
| 1977-78   | 1.ª      | 17.º  | 3.ª Ronda    |
| 1978-79   | 2.ª      | 5.º   | 1/8          |
| 1979-80   | 2.ª      | 4.º   | 5.ª Ronda    |
| 1980-81   | 2.ª      | 4.º   | 3.ª Ronda    |
| 1981-82   | 2.ª      | 4.º   | 1/8          |
| 1982-83   | 2.ª      | 7.º   | 4.ª Ronda    |
| 1983-84   | 2.ª      | 5.º   | 2.ª Ronda    |
| 1984-85   | 1.ª      | 17.º  | 2.ª Ronda    |
| 1985-86   | 2.ª      | 4.º   | 2.ª Ronda    |
| 1986-87   | 2.ª      | 7.º   | 1.ª Ronda    |
| 1987-88   | 2.ª      | 2.º   | 1/16         |
| 1988-89   | 1.ª      | 20.º  | 1/16         |
| 1989-90   | 2.ª      | 13.º  | 2.ª Ronda    |
| 1990-91   | 2.ª      | 17.º  | 1/8          |
| 1991-92   | 2.ª B    | 4.º   | 2.ª Ronda    |
| 1992-93   | 2.ª B    | 3.º   | 2.ª Ronda    |
| 1993-94   | 2.ª B    | 12.º  | 4.ª Ronda    |
| 1994-95   | 2.ª B    | 6.º   | 1.ª Ronda    |
| 1995-96   | 2.ª B    | 3.º   | 1.ª Ronda    |
| 1996-97   | 2.ª B    | 2.º   | 1.ª Ronda    |
| 1997-98   | 2.ª      | 19.º  | 1.ª Ronda    |

| Temporada | División | Lugar        | Copa del Rey     |
| --------- | -------- | ------------ | ---------------- |
| 1998-99   | 2.ª B    | 3.º          | 2.ª Ronda        |
| 1999-00   | 2.ª      | 15.º         | Ronda previa     |
| 2000-01   | 2.ª      | 18.º         | 1/32             |
| 2001-02   | 2.ª      | 5.º          | 1/32             |
| 2002-03   | 2.ª      | 16.º         | 1/32             |
| 2003-04   | 2.ª      | 14.º         | 1/32             |
| 2004-05   | 2.ª      | 10.º         | 1/8              |
| 2005-06   | 2.ª      | 14.º         | 1.ª Ronda        |
| 2006-07   | 2.ª      | 10.º         | 3.ª Eliminatoria |
| 2007-08   | 2.ª      | 10.º         | 1/16             |
| 2008-09   | 2.ª      | 12.º         | 1/16             |
| 2009-10   | 2.ª      | 6.º          | 2.ª Ronda        |
| 2010-11   | 2.ª      | 4.º          | 3.ª ronda        |
| 2011-12   | 2.ª      | 11.º         | 3.ª ronda        |
| 2012-13   | 2.ª      | 1.º          | 3.ª ronda        |
| 2013-14   | 1.ª      | 16.º         | 1/16             |
| 2014-15   | 1.ª      | 13.º         | 1/8              |
| 2015-16   | 2.ª      | 11.º         | 2.ª Ronda        |
| 2016-17   | 2.ª      | 21.º         | 3.ª Ronda        |
| 2017-18   | 2.ª B    | 3.º          | 4.ª Ronda        |
| 2018-19   | 2.ª      | 11.º         | 3.ª Ronda        |
| 2019-20   | 2.ª      | 6.º          | 1/16             |
| 2020-21   | 1.ª      | 17.º         | 1/16             |
| 2021-22   | 1.ª      | 13.º         | 1/8              |
| 2022-23   | 1.ª      | 20.º         | 1/16             |
| 2023-24   | 2.ª      | 11.º         | 1/16             |
| 2024-25   | 2.ª      | 2.º          | 1/8              |
| 2025-26   | 1.ª      | Por Disputar | Por Disputar     |

## Símbolos

### Uniforme
- Uniforme titular: Camiseta blanca con una franja horizontal verde (por lo que el club es reconocido), pantalón blanco y medias blancas con la vuelta verde. De la combinación de los colores blanco y verde proviene el sobrenombre de franjiverde con que se conoce a los jugadores y aficionados del club. Fue en la temporada 1926-1927 cuando se le incorpora a la camiseta la franja verde horizontal en el centro, ya que hasta esa fecha era completamente blanca. Dicha incorporación fue idea del entrenador checo Antón Fivébr. Cuenta la leyenda que en su primera visita a Elche, Antón Fivebr contempló las maravillosas vistas de la ciudad desde lo alto de la torre de la Basílica de Santa María. Quedando cautivado con la franja verde que conformaban los huertos de palmeras entre las casas de baja altura, que parecían dar cobijo a los ilicitanos. Allí mismo se empecinó con plasmar sobre la camiseta blanca la franja verde de palmeras que recorría y vertebraba la ciudad.

| 1922-1926 | 1927-1930 | 1931-1939 | 1940-1946 | 1947-1950 | 1951-1955 | 1955-1957 | 1958-1961 |

| 1962-1980 | 1982-1989 | 1990-1993 | 2005-2006 | 2014-2015 | Actualidad |

- Uniforme alternativo: al igual que el primer uniforme, tiene una franja horizontal. Pero los colores son distintos, la camiseta, el pantalón y las medias son de color azul mientras que la franja de la camiseta es de color roja. Los colores de la segunda equipación responden a los colores de la ciudad y el escudo de Elche.[20]

| 1952 - 1999 | 1999 - 2001 | 2001 - 2007 | 2007 - 2009 | 2013 - 2014 |  |

- Tercer uniforme: sigue el diseño tradicional, es decir, franja horizontal blanca en el centro de la camiseta que es de color verde oscuro, al igual que el pantalón y las medias.

| 1962 - 1992 | 2007 - 2010 | 2010 | 2013 - 2014 |  |

### Proveedores y patrocinadores
| Período         | Proveedor |
| --------------- | --------- |
| 1982-1987       | Kelme     |
| 1987-1988       | Zico      |
| 1988-1989       | Luanvi    |
| 1989-1994       | Puma      |
| 1994-2001       | Kelme     |
| 2001-2007       | Puma      |
| 2007-2009       | ECF       |
| 2009-2011       | Rasán     |
| 2011-2014       | Acerbis   |
| 2014-2019       | Kelme     |
| 2019-2021       | Hummel    |
| 2021-actualidad | Nike      |

| Período   | Patrocinador          |
| --------- | --------------------- |
| 1982-1985 | Kelme                 |
| 1985-1988 | Caja de Elche         |
| 1988-1989 | Diario Información    |
| 1989-1991 | Alborán Seguros       |
| 1991      | Zapatos de Elche      |
| 1991-1993 | Caja de Elche         |
| 1993-1994 | Piso Joven            |
| 1994-1996 | Inversión de Futuro   |
| 1996-1997 | Guantitos             |
| 1997-1998 | Martinelli            |
| 1998-1999 | Bingo Altamira        |
| 1999-2004 | Terra Mítica          |
| 2004-2006 | Ciudad de la Luz      |
| 2006-2012 | Comunidad Valenciana  |
| 2012-2015 | Gioseppo              |
| 2015-2016 | Sin patrocinador      |
| 2016-2023 | TM Grupo Inmobiliario |
| 2023      | Vegafibra             |

### Historia y evolución del escudo

Escudo de la ciudad de Elche.

El primer escudo de 1922 ha evolucionado en diferentes versiones hasta el actual, vigente desde 2012.
El escudo del club está basado en el escudo municipal de Elche. Está dividido horizontalmente en tres partes. En la parte superior incluye una matrona romana con una palma en la mano sobre la palabra "ELCHE" —en mayúsculas y de color verde— y flanqueada por las letras "C" y "F" —siglas de Club de Fútbol—. En las dos partes inferiores se reproducen los cuarteles del escudo municipal, es decir, la puerta de la ciudad en oro sobre campo de gules, y un altar acompañado de las siglas "CIIA" (iniciales de Colonia Ivlia Illice Avgvsta), también de oro sobre campo de azur. Debajo del altar, una franja verde.

### Himno
El maestro Antonio García Corbalán compuso en 1981 la letra y música del paso doble 'Aromas Ilicitanos', himno oficial del Elche CF. Interpretada por Pepe Marcos, la letra hace referencia a varias gestas como la que logró el club en las temporadas 1957/58/59 donde en tan solo 2 temporadas seguidas consiguieron ascender a segunda y a primera división.

## Estadio
Los primeros estadios donde el Elche Club de Fútbol disputó sus partidos como local, fueron el Campo del Clot, Campo del Cementerio, Stadium de Elche (Campo de Don Jeremías) y Estadio de Altabix (1926-1976).
El Estadio Martínez Valero, sustituyó al antiguo Estadio de Altabix y fue inaugurado el 8 de septiembre de 1976, con el partido inaugural Elche–Selección de México. Obra del arquitecto Juan Boix Matarredona, es en la actualidad el mayor recinto deportivo de la provincia de Alicante. Cuenta con un aforo de 33.732 localidades, con su gradería dividida en dos niveles, formando dos anillos completos.
El 23 de abril de 2024 fue anunciado un plan de reforma para el Estadio Martínez Valero, que empezará en 2025 y acabará en la temporada 26-27.
Este estadio ha sido una de la 17 subsedes de la Copa Mundial de Fútbol de 1982. y albergó la final de Copa del Rey de 2003.

## Datos del club
- Actualizado a 1 de junio de 2025

Temporadas en 1.ª: 25  (incluyendo la temporada 2025-26)
- Mejor puesto: 5.ª temporada 63-64

Temporadas en 2.ª: 41
- Mejor puesto: 1.º temporadas 58-59 y 12-13

 Temporadas en 2.ªB: 8 
- Mejor puesto: 2.ª temporada 96-97

Temporadas en 3.ª: 19  (antiguamente la Tercera división correspondía a la extinta Segunda División B)
- Mejor puesto: 1.ª temporada 57-58

Puesto histórico: 23.º
Mayor victoria: Elche CF 8-1 Sevilla FC. Temporada 1962-1963.
Mayor derrota:Real Madrid CF 11-2 Elche CF. Temporada 1963-1964.
Número de internacionales aportados a la selección española de fútbol:(4).

### Denominaciones
- Elche Football Club (1923-1939).
- Elche Club de Fútbol (1939-1997).
- Elche Club de Fútbol Sociedad Anónima Deportiva (Desde 1997).[24]

## Organigrama deportivo

### Plantilla y cuerpo técnico
- Los jugadores con dorsales superiores al 25 son, a todos los efectos, jugadores del Elche Ilicitano Club de Fútbol y como tales, podrán compaginar partidos con el primer y segundo equipo. Como exigen las normas de la LFP, los jugadores de la primera plantilla deberán llevar los dorsales del 1 al 25. Del 26 en adelante serán jugadores del equipo filial.
- Los equipos españoles de Segunda División están limitados a tener en la plantilla un máximo de dos jugadores sin pasaporte de la Unión Europea. La lista incluye sólo la principal nacionalidad de cada jugador, algunos de los jugadores no europeos tienen doble nacionalidad de algún país de la UE:
  - Mourad El Ghezouani, Adam Boayar y Ali Houary poseen la doble nacionalidad marroquí y española.
  - Matías Dituro posee la triple nacionalidad argentina, chilena e italiana.
  - Elbasan Rashani posee la triple nacionalidad kosovar, sueca y noruega.
  - Rafa Núñez posee la doble nacionalidad dominicana y española.
  - Álvaro Rodríguez posee la doble nacionalidad uruguaya y española.
  - Federico Redondo posee la doble nacionalidad argentina y española.

## Presidentes

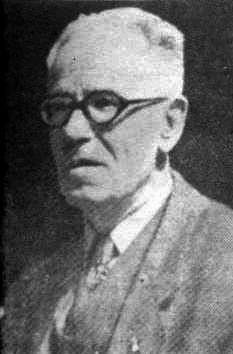
Mariano Rodríguez Irles fue elegido primer presidente en agosto de 1922.

El Elche C. F. ha tenido 47 presidentes a lo largo de su historia. En la lista siguiente se muestran los nombres de los que han dirigido el club desde su fundación hasta el día de hoy. El más longevo de la historia del club fue Manuel Martínez Valero, que ostentó el cargo durante 17 años en dos etapas entre 1962 y 1982.
- Mariano Rodríguez Irles[26] 1922-1923
- Salvador Ramos Folqués	1923-1925
- José Grau Niñoles	julio - noviembre de 1925
- José Gómez Brufal	noviembre de 1925 - junio de 1926
- Diego Ferrández Ripoll	1926-1928
- Francisco Brotons Ruiz	1928-1929
- Juan Macià		julio - diciembre de 1929
- José Botella Tello	diciembre de 1929 - junio de 1930
- Vicente Sánchez Guilabert 1930-1931, junio de 1933 - abril de 1934, junio de 1934 - septiembre de 1934
- Pascual Antón Mollà	febrero de 1932 - julio de 1933, julio - septiembre de 1934
- Francisco Macià Vidre	diciembre de 1931 - febrero de 1932
- Antonio Brotons Valero abril – junio de 1934
- Antonio Sánchez Torres	septiembre de 1934 - noviembre de 1935
- Leopoldo Maestre Rico noviembre de 1935 – junio de 1936
- Santiago Martínez Noguera 1936-1937
- Joaquín Ruiz Torregrosa	1939-1940, 1944-1945
- Vicente López Baeza	1940-1941
- Vicente Navarro Macià	1941-1942
- Pascual Sansano Mora	julio de 1942- enero de 1944
- Santiago Canales Mira-Perceval enero – junio de 1944
- Ramón Remiro Palacios	julio de 1945 - febrero de 1946
- Francisco Valero Díez	febrero de 1946 - marzo de 1947
- Joaquín Lucerga Sánchez	marzo de 1947 - junio de 1948
- José Samper Marco julio de 1948 - abril de 1950
- José Candela Penalva abril - junio de 1950
- Francisco Miralles Yuste 1950-1951
- José Garrigós Espino julio – septiembre de 1951
- Modesto Pastor García	septiembre de 1951 - junio de 1952
- Pascual Antón Molla	1953-1955
- José Esquitino Sempere	1955-1962, abril de 1968-1970
- Manuel Martínez Valero	1962-1968, 1971-1982
- Francisco Climent Vicente 1970-1971
- Vicente Pastor Antón	1982-1983
- Diego Quiles Navarro	1983-1987, 1994- 2000
- José Sepulcre Fuentes	enero de 1987 - marzo de 1988
- José Sánchez Riquelme	1988-1990
- Antonio Aledo Pagán	1990-1991
- Francisco Serrano Aznar	1991
- Antonio Castell		1991
- Antonio Medina 1991
- Anselmo Navarro Hidalgo 1991-1994
- Francisco Borja Miralles 2000-2001
- Andrés Alonso Coves	junio - octubre de 2001
- Amador Poveda Martínez	octubre de 2001 - julio de 2002
- Juan Serrano Raya	2002-2003
- Ramón Sánchez Esteve	2003-2006
- José Sepulcre Coves 2006-2015
- Juan Anguix Garrido abril – julio de 2015
- Juan Serrano Raya 2015-2016
- Diego García Juan 2016-2019
- Joaquín Buitrago Marhuenda 2019-act.

## Palmarés
Nota: en negrita competiciones vigentes en la actualidad.
| Competición nacional                          | Títulos           | Subcampeonatos    |
| --------------------------------------------- | ----------------- | ----------------- |
| Copa del Rey (0/1)                            |                   | 1969              |
| Segunda División de España (2/3)              | 1959, 2013.       | 1973, 1988, 2025. |
| Segunda División B de España (0/1)            |                   | 1997.             |
| Tercera División de España (3/1)              | 1955, 1957, 1958. | 1949.             |
| Copa Real Federación Española de Fútbol (0/1) |                   | 2000              |

### Torneos amistosos
- Trofeo Festa d'Elx: (27) 1961, 1962, 1963, 1965, 1966, 1972, 1973, 1974, 1976, 1977, 1978, 1980, 1981, 1982, 1987, 1988, 1992, 1993, 1994, 1996, 1997, 2002, 2005, 2006, 2009, 2014, 2018
- Trofeo Ciudad de Cartagena: (5)  1972,1978,1984,1985 y 2007
- Trofeo Ciudad de Alcoy: (4)  2002, 2008, 2014, 2016
- Trofeo Ciudad de Murcia: (1)  1967
- Trofeo Costa Brava: (1)  1976
- Trofeo Concepción Arenal: (1)  1978
- Trofeo Cervantes: (1)  1981
- Trofeo Puma (Elche): (1)  2009
- Torneo de San Ginés: (1)  2002
- Trofeo Ciudad de Alicante: (1)  2013
- Trofeo Ciudad de Santa Cruz: (1)  2014
- Trofeo Vega Fibra: (1)   2024

### Trayectoria histórica
Desde la fundación del club hasta la actualidad (1936/39, interrupción a causa de la Guerra civil española).
 Hasta 1961 no se fundó la Segunda División B.

### Distinciones
- Trofeo Amberes: En la temporada 1966/67 la Federación Española de Fútbol otorga al Elche C. F. el Trofeo Amberes, que lo distingue como "el club que más y mejor cuida y promociona su cantera". De ella saldrían jugadores como Marcial Pina (F. C. Barcelona), Lico (RCD Español), Asensi (F. C. Barcelona), entre otros.[27]
- Mejor Club Profesional de 1999 en los Premios Deportivos Provinciales de la Diputación de Alicante[28]

## Categorías inferiores

### Filial
El Elche Ilicitano es el primer equipo filial, llamado en sus orígenes Club Deportivo Ilicitano. Fue fundado en 1932 con la intención de servir como cantera para el primer equipo. En la actualidad el equipo juega en Segunda División "B". En la década de 1960 llegó a disputar la Segunda División.
A partir de la temporada 2010-11 el club decide añadir a la cantera al Torrellano Club de Fútbol tras su fusión con el Club Deportivo Illice formando así el Torrellano-Íllice Club de Fútbol como segundo filial. Militó en Tercera División en el grupo de la Comunidad Valenciana, antes de que al final de la temporada fuese vendido a un empresario local que creó el Huracán Valencia Club de Fútbol. Caso similar tuvo en la temporada 2013-14 al añadir a la cantera el Santa Pola Club de Fútbol, conjunto que milita en la Regional Preferente Alicantina.
Además el club cuenta con una importante cantera de jugadores, desde la categoría de alevines hasta la de juvenil cuyo equipo se encuentra encuadrado en la División de Honor.

## Femenino
También cuenta con equipo femenino que milita en la Segunda División.

## Otras secciones deportivas
El Elche tiene varias secciones deportivas más, extintas en su día pero desde la temporada 2013/14 nuevamente vuelven a competir bajo el nombre y escudo del Elche CF, atletismo, Baloncesto, Futsal y Balonmano tanto masculino como femenino.
En la temporada 2012/2013 el club fundó el Elche C.F.S., equipo que jugó en la 3.ª División para en un plazo de 3-4 años tener a la sección en la Primera División.
El 1 de junio de 2013, el equipo de Futsal logró el ascenso a la 2.ºB tras una emocionante eliminatoria contra el Torrelodones F.S., donde en ambos partidos se repitió el resultado de 6-4 y la eliminatoria se vio abocada a los penaltis donde hicieron falta 20 lanzamientos para dictaminar el vencedor de la eliminatoria.
A partir de la temporada 2020/2021, el club deja de tener sección de fútbol sala, por lo que el Elche Club de Fútbol (fútbol sala) pasa a ser el Elche 2012 Club de Fútbol Sala, siendo una entidad ajena el Elche Club de Fútbol.
Sus secciones de voleibol, tanto masculina como femenina, se encuentran en Primera Nacional de voleibol. Por su parte las masculinas y femeninas de baloncesto está en la Primera División Autonómica.

## Afición
Se llegaron a registrar 46.000 espectadores en el Estadio Martínez Valero en un partido de 2.ª División que lo enfrentaba al Cádiz C.F en el año 1981 y más recientemente en el partido de la final de la promoción de ascenso a la Liga BBVA celebrado el 18 de junio de 2011 donde las gradas del estadio albergaron 36.000 personas, de ellas 1500 del Granada. 
La afición del Elche se localiza en la propia ciudad y en la mayoría de localidades de la Provincia de Alicante y en algunas localidades de la vecina Región de Murcia.
Destaca como tradición desde la temporada 2013-14, ya estando en Primera, la entonación del "aromas ilicitanos", antes del pitido inicial, siempre que el Elche C. F. juega en casa

## Rivalidades
La rivalidad del Elche C. F. contra el Hércules C. F. —con el que protagoniza el Derbi de la provincia de Alicante— data de la temporada 1925-26 en la que los franjiverdes empezaron a competir de forma oficial en regional. Desde entonces, el enfrentamiento se ha repetido en más de un centenar de ocasiones.
Por su parte, la rivalidad con el Real Murcia C. F. —con el que el Elche CF protagoniza el Derbi del Sureste—, se remonta al primer partido oficial entre ambos en la campaña 1928-29, siendo el partido más jugado en la historia de Segunda División.
Otra de la rivalidad que más destaca es con el Levante U. D., ya que ambos equipos han protagonizado partidos de rivalidad regional en diversas épocas y categorías; se han visto las caras tanto en Primera División, Segunda y Segunda B, siendo partidos intensos tanto en el césped como en la grada, teniendo en cuenta también que la afición ilicitana y la del Valencia C. F. (máximo rival del Levante) son aficiones hermanadas.
Si las rivalidades contra Hércules y Real Murcia tienen su origen en su cercanía a la ciudad de Elche, y la rivalidad con el Levante, por la coincidencia de ambos equipos y sus numerosos enfrentamientos en distintas épocas y categorías, la rivalidad contra el Granada C. F. tiene su origen en la temporada 2010-11 en Segunda División durante la cual los dos clubs protagonizarían tensos enfrentamientos que tuvieron su cima en la final de la promoción de ascenso a Primera.

## Filmografía
- Documental Movistar+ (21/11/2015), «Club de Fútbol: Elche Club de Fútbol» Archivado el 31 de diciembre de 2017 en Wayback Machine. en movistarplus.es